# Cova Céltica
Cova Céltica va ser el nom que va rebre una tertúlia que mantenien un grup d'intel·lectuals gallecs regionalistes, que es reunien en la botiga d'Uxío Carré Aldao per a debatre sobre temes relacionats amb Galícia. La Cova Cèltica va ser una de les tantes expressions culturals del Rexurdimento, sorgit al voltant del tercer quart del segle xix, que va revitalitzar la cultura de Galícia i que el seu detonant es troba en la publicació d'obres en gallec d'autors com Valentín Lamas Carvajal i del mateix Manuel Murguía, i el primer referent del qual en el temps es troba a Rosalía de Castro. L'establiment en qüestió, era el mateix que utilitzés en el seu moment Andrés Martínez Salazar com a editorial, i que estava situat (tal com informa Ricardo Carvalho Calero) primer al carrer Rego de Auga, després en el nombre 30 del Carrer Real de La Corunya, i després novament a Rego de Auga.
El nom de Cova Cèltica va tenir el seu origen en un acte de sarcasme: en el segle xix, Manuel Murguía va difondre la idea que el fons ètnic del poble gallec havia de ser buscat entre els cèltics. Aquest corrent rep el nom de celtisme, i sobre ella es va fundar tota la poesia d'Eduardo Pondal. Per contra, el pontevedrenc Celso García de la Rega, defensava que eren els grecs els quals havien generat el paper atribuït per Murguía als celtes. Per aquest motiu, es va anomenar a aquest grup d'erudits com A Cova Cèltica. Més els contertulis es van apoderar d'aquest nom i ho van traduir al gallec, per a passar a anomenar-se des d'aquell moment, A Cova Cèltica, nom amb el qual ha passat a la història. L'òrgan de difusió d'aquest grup va ser la Revista Gallega, de Galo Salinas. Alguns dels seus integrants foren: Uxío Carré Aldao, Manuel Murguía, Andrés Martínez Salazar, Xosé Pérez Ballesteros, Evaristo Martelo Paumán, Francisco Tettamancy, Salvador Golpe Varela, Florencio Vaamonde Lores, Eladio Rodríguez González, Manuel Lugrís Freire, Galo Salinas, Xosé Baldomir,... La Cova Céltica va estar íntimament vinculada a la constitució de la Reial Acadèmia Gallega, de manera que tots llurs integrants en foren anomenats acadèmics.